# James Percival
Pour les articles homonymes, voir Percival.

a Compétitions nationales et continentales officielles uniquement.

Dernière mise à jour le 18 avril 2020.
James Percival, né le 9 novembre 1983, est un joueur de rugby à XV anglais qui évolue au poste de deuxième ligne.